# Nikolái Ignátiev (aviador)
Nikolái Petrovich Ignátiev (en ruso: Николай Петрович Игнатьев; 16 de diciembre de 1917 - 4 de agosto de 1994) fue un piloto de combate y as de la aviación de la Fuerza Aérea Soviética durante la Segunda Guerra Mundial. Galardonado con el título de Héroe de la Unión Soviética el 13 de abril de 1944 por sus victorias aéreas, logró una cuenta final de veintidós derribos en solitario y once (o posiblemente trece) compartidos.

### Infancia y juventud
Nikolái Ignátiev nació el 16 de diciembre de 1917 en el seno de una familia de trabajadores, en la pequeña localidad rural de Gory en la gobernación de San Petersburgo (actualmente en el raión de Kirovsky del óblast de Leningrado en Rusia). Después de graduarse de siete cursos de una escuela secundaria, trabajó como mecánico en la fábrica Krasny Gvozilshchik de Leningrado. En diciembre de 1938, fue llamado a filas para servir en el Ejército Rojo. En 1940 se graduó en la Escuela de Pilotos de Aviación Militar de Chuguev, donde durante algún tiempo permaneció como piloto instructor.

### Segunda Guerra Mundial
En julio de 1941, poco después de la invasión alemana de la Unión Soviética, fue enviado al frente de batalla. El 28 de julio de 1941 realizó una embestida aérea, derribó un bombardero alemán y posteriormente logró aterrizar su avión averiado en el campo.
En septiembre de 1943, el capitán Nikolai Ignatiev era el navegante del 728.º Regimiento de Aviación de Cazas de la 256.ª División de Aviación de Cazas del 5.º Cuerpo de Aviación de Cazas del 2.º Ejército Aéreo del Frente de Vorónezh. En ese momento, había realizado 365 salidas de combate, participado en 63 batallas aéreas, derribado personalmente catorce aviones enemigos y trece más compartidos.
El 13 de abril de 1944, por decreto del Presídium del Sóviet Supremo de la URSS, el capitán Nikolái Ignatiev fue galardonado con el título de Héroe de la Unión Soviética con la Orden de Lenin y la medalla de la Estrella de Oro n.º 2378.
En total, durante su participación en la guerra, realizó 412 salidas de combate, participó en 128 batallas aéreas, en las cuales derribó personalmente veintidós aviones enemigos y once más compartidos. El 24 de junio de 1945, tomó parte en el histórico Desfile de la Victoria de Moscú en la Plaza Roja.

### Posguerra
Después del final de la guerra, continuó sirviendo en la Fuerza Aérea soviética. Graduado de la Academia de la Fuerza Aérea. En junio de 1969, se retiró del servicio activo con el grado de coronel y estableció su residencia en Leningrado. Donde murió el 4 de agosto de 1994 y fue enterrado en el Cementerio Rojo de San Petersburgo.

## Condecoraciones
- Héroe de la Unión Soviética (n.º 2378, 13 de abril de 1944)
- Orden de Lenin (13 de abril de 1944)
- Orden de la Bandera Roja, tres veces
- Orden de la Guerra Patria de 1.er grado, dos veces
- Orden de la Estrella Roja
- Medalla por el Servicio de Combate
- Medalla Conmemorativa por el Centenario del Natalicio de Lenin
- Medalla por la Victoria sobre Alemania en la Gran Guerra Patria 1941-1945
- Medalla Conmemorativa del 20.º Aniversario de la Victoria en la Gran Guerra Patria de 1941-1945
- Medalla Conmemorativa del 30.º Aniversario de la Victoria en la Gran Guerra Patria de 1941-1945
- Medalla Conmemorativa del 40.º Aniversario de la Victoria en la Gran Guerra Patria de 1941-1945
- Medalla por la Conquista de Berlín
- Medalla por la Liberación de Praga
- Medalla de Veterano de las Fuerzas Armadas de la URSS
- Medalla del 30.º Aniversario de las Fuerzas Armadas de la URSS
- Medalla del 40.º Aniversario de las Fuerzas Armadas de la URSS
- Medalla del 50.º Aniversario de las Fuerzas Armadas de la URSS
- Medalla del 60.º Aniversario de las Fuerzas Armadas de la URSS
- Medalla del 70.º Aniversario de las Fuerzas Armadas de la URSS
- Medalla por Servicio Impecable